# Walentyna Krystyna Korpalska
Walentyna Krystyna Korpalska (ur. 1945) – polska historyk medycyny, dr hab. nauk humanistycznych, adiunkt Zakładu Historii Medycyny i Pielęgniarstwa Wydziału Nauk o Zdrowiu Collegium Medicum im. Ludwika Rydygiera w Bydgoszczy Uniwersytetu Mikołaja Kopernika w Toruniu.

## Życiorys
W 1968 ukończyła studia historyczne na Uniwersytecie Mikołaja Kopernika w Toruniu, 5 października 1978 obroniła pracę doktorską, otrzymując doktorat, a 17 grudnia 2009 habilitowała się na podstawie oceny dorobku naukowego i pracy zatytułowanej Sześć wieków opieki zdrowotnej w Bydgoszczy. Od miłosiernych uczynków do instytucji zdrowia publicznego.
Została zatrudniona na stanowisku adiunkta w Zakładzie Historii Medycyny i Pielęgniarstwa na Wydziale Nauk o Zdrowiu Collegium Medicum im. Ludwika Rydygiera w Bydgoszczy Uniwersytetu Mikołaja Kopernika w Toruniu, oraz pełni funkcję członka Komitetu Historii Nauki i Techniki I Wydziału Nauk Humanistycznych i Społecznych Polskiej Akademii Nauk.